# Illes Marshall
La República de les Illes Marshall és un estat insular que va obtenir la independència respecte als Estats Units el 1986, i així es va convertir en un dels països més joves d'Oceania. Està composta per dos arxipèlags i alguns esculls que en total sumen unes 1.152 illes del Pacífic. Està situada al nord-est d'Austràlia, específicament al nord de Nauru i Kiribati, a l'est dels Estats Federats de Micronèsia i al sud de l'illa de Wake, pertanyent als Estats Units.

## Etimologia
El nom de les illes Marshall fa referència al capità John Marshall, que juntament amb Thomas Gilbert explorà les illes el 1788. L'arxipèlag fou anomenat d'aquesta manera per l'explorador rus Adam Johann von Krusenstern i pel francès Louis Isidore Duperrey, que traçaren els primers mapes de la regió als anys 1820. Posteriorment, els cartògrafs britànics repetiren aquesta designació en llurs mapes.

## Història
Colonitzades pels micronesis al segon mil·lenni aC, se sap ben poc de la història antiga de les illes. L'explorador Alonso de Salazar en 1526 durant l'expedició de García Jofre de Loaisa, i Álvaro de Saavedra Cerón en 1529 van ser el primers europeus a albirar les illes Marshall, però romangueren virtualment desconegudes fins a l'arribada de John Marshall, capità anglès, el 1788; les illes deuen el seu nom a ell.
El 1864 s'hi va instal·lar la companyia comercial alemanya de Adolph Capelle, i diverses més el van seguir, i les illes foren reclamades formalment per Espanya en 1874, fins que en 1885 Alemanya comprà i s'annexiona les Illes Marshall establint un protectorat i deixa el funcionament de les illes a un grup de poderoses empreses comercials alemanyes. Anys més tard les illes esdevingueren part del protectorat de la Nova Guinea Alemanya. El Japó va conquerir les illes durant la Primera Guerra Mundial, i les va administrar segons un mandat de la Lliga de les Nacions.
Durant la Segona Guerra Mundial, els Estats Units, en la Campanya de les Illes Gilbert i Marshall van envair les illes el 31 de gener de 1944 i un cop assegurades, l'Armada dels Estats Units d'Amèrica va establir una base aèria i naval a Majuro el 4 de maig de 1944, el 10 de maig una base naval a Eniwetok, el 15 de maig bases aèries a Ebeye, Roi-namur i Kwajalein i l'1 de desembre una base naval a Kwajalein, les més actives del mon fins que la guerra es va traslladar cap a l'oest, establint una nova base a Ulithi.
Les illes foren afegides al Territori en Fideïcomís de les Illes del Pacífic (Trust Territory of the Pacific Islands). Els EUA van començar a fer experiments nuclears a les illes immediatament després de la guerra, i els van continuar fent fins a la dècada de 1960. Molts marshallesos van patir fortes dosis de radiació arran d'aquests experiments, i les reclamacions de compensacions continuen fins avui dia. El antics habitants de l'atol de Bikini, relocalitzats els anys quaranta i cinquanta per les 23 proves nuclears nord-americanes, reberen el 1999 una nova compensació econòmica per part dels Estats Units, tota vegada que l'enclavament encara era inhabitable.
El 1979 es va establir la República de les Illes Marshall i es va signar un tractat de lliure associació amb el govern dels Estats Units, que va entrar en vigor el 1986. Després de l’acabament del fideïcomís de Nacions Unides al desembre del 1990, les illes Marshall esdevingueren membre de l'ONU al setembre del 1991.

## Geografia
L'arxipèlag està format per 29 atols i 5 illes. És format per dues cadenes paral·leles d’atols coral·lins: la cadena Ratak a l'est i la cadena Ralik a l'oest (és a dir, la "cadena de l'alba" i la "cadena del capvespre"). Dos terços de la població de l'estat viuen a Majuro (que també n'és la capital) i a Ebeye. Les illes exteriors estan poc poblades a causa de la manca d'oportunitats de feina i per l'escàs desenvolupament econòmic.
Les illes es componen d'una base sòlida de restes de corall compactada amb sorra i restes orgàniques, i presenten una baixa fertilitat, per la poca matèria orgànica i la seva alcalinitat.

### Clima
El clima és netament tropical càlid i humit molt influït per El Niño i els vents alisis. Hi ha una temporada humida de maig a octubre i una temporada seca de novembre a abril, ocasionalment amb tifons. La seva temperatura mitjana és de 27° C i la precipitació anual és d'uns 350 cm. Malgrat les possibles pluges torrencials, la petitesa i l'elevada insolació durant tot l'any, la baixa altitud i porositat del terreny emergit fan que l'aigua dolça sigui escassa i s'acumuli, abans d'escórrer-se o d'evaporar-se, en bassals sota arbres o a la sàvia de les plantes.
S'han observat canvis en el clima com canvis en els patrons de precipitacions, sequeres més freqüents i una estació seca més llarga, augment del nivell del mar, augment de les temperatures i augment de l'escassetat d’aigua. Les precipitacions han disminuït en els darrers 45 anys i la sequera del 2015 - 2016 va ser la pitjor registrada. A prop de Majuro, el nivell del mar ha augmentat aproximadament 0,75 cm per any des del 1993, gairebé el triple de la mitjana mundial, i les temperatures mitjanes de la regió han augmentat 1 °C des del 1970 i el nombre de dies i nits calorosos ha augmentat significativament.

### Riscos ambientals
Situades a una mitjana de només 2 metres sobre el nivell del mar, l'augment del nivell del mar comporta una amenaça per a la futura habitabilitat i presència física de les illes.

### Santuari de taurons
L'octubre de 2011, el govern va declarar que una àrea que cobreix gairebé 2,000,000 quilometres quadrats (772,000 sq mi) d'oceà s'ha de reservar com a santuari de taurons. Aquest és el santuari de taurons més gran del món, que amplia la zona oceànica mundial en què els taurons estan protegits en 2,700,000 a 4,600,000 quilometres quadrats (1,042,000 a 1,776,000 sq mi). En aigües protegides, tota pesca de taurons està prohibida i s'han d'alliberar totes les captures accidentals. Tanmateix, alguns han qüestionat la capacitat de les Illes Marshall per fer complir aquesta zona.

## Govern i política

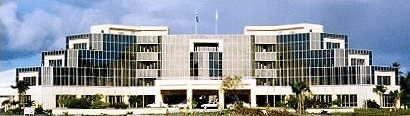
Edifici del capitoli de les Illes Marshall

El govern de les Illes Marshall opera sota un sistema mixt parlamentari-presidencial tal com apareix en l'article IV de la Constitució. Les eleccions són convocades cada quatre anys sota sufragi universal (per a tots els ciutadans majors de 18 anys), amb l'elecció per part dels seus 24 integrants d'entre un o més senadors a la cambra baixa (legislatura bicameral). Dalap-Uliga-Darrit, la capital de l'atol·ló, elegeix cinc senadors. El president marshallès és el cap d'estat i el cap de govern a la vegada, i és elegit pels 33 senadors de la Nitijela, el qual al seu torn ha de triar un gabinet presidencial compost per deu ministres que han de ser aprovats per la cambra baixa.
Actualment hi ha quatre partits polítics a les Illes Marshall: Aelon̄ Kein Ad (AKA), United People's Party (UPP), Kien Eo Am (KEA) i United Democratic Party (UDP).

## Subdivisió administrativa

Mapa de les illes Marshall

El país està constituït per vint-i-nou atol·lons i cinc illes. Les més importants al seu torn formen dos grups: la Cadena Ratak i la Cadena Ralik (en marshalés "començar el dia" i "vesprejar" respectivament). El govern del país ha realitzat reclamacions territorials per la sobirania de l'Illa Wake, al nord de l'arxipèlag, administrades pels Estats Units, sota el nom d'Enen-kio. Els 24 districtes en els quals està dividit el país corresponen a les diferents illes i atol·lons:
| - 1. Enewetak/Ujelang - 2. Kili/Bikini/Ejit - 3. Rongelap - 4. Utirik - 5. Wotho - 6. Likiep - 7. Ailuk - 8. Mejit - 9. Ujae - 10. Lae - 11. Kwajalein - 12. Wotje | - 13. Maloelap - 14. Lib - 15. Namu - 16. Aur - 17. Ailinglaplap - 18. Jabat - 19. Majuro - 20. Arno - 21. Namdrik - 22. Jaluit - 23. Mili - 24. Ebon |

## Economia
Les subvencions que atorga el govern dels Estats Units són la principal font econòmica de la feble economia illenca. La producció agrícola es concentra en petites granges, i els conreus de més importància per al comerç són el coco, el tomàquet, el meló i l'arbre del pa. La indústria de petita escala es limita als productes artesanals i els derivats de la pesca i la copra. La indústria turística, avui dia una petita font d'ingressos que ocupa menys del 10% de la força laboral, és la millor esperança de futur per a l'economia. Les illes disposen de pocs recursos naturals i les importacions excedeixen de bon tros les exportacions. Gràcies al tractat de lliure associació, els EUA aporten uns 65 milions de dòlars d'ajuda anual. El 1999 van començar les negociacions per ampliar el tractat.
Degut a la Crisi financera global del 2007-2012, el govern va declarar l'estat d'emergència econòmica el 3 de juliol de 2008 i novament el 4 d'agost de 2008 pels increments de preus en energia i alimentació.

### Turisme
Les illes Marshall conten amb infinites platges daurades, mars cristal·lins i llacunes apartades. A més dels colorits esculls, els bussejadors poden explorar naufragis de la Segona Guerra Mundial i el de l'USS Saratoga, ensorrat el 25 de juliol de 1946 en les proves atòmiques de l'Operació Crossroads en l'atol de Bikini, l’únic portaavions bussejable del món i el naufragi més gran del món. També es poden fer passejades panoràmiques en vaixell i excursions d'observació d'aus entre els atols, a més de conèixer la història i la gent de les Illes Marshall al Museu Alele.

## Demografia
D'acord amb estimacions per l'any 2020, la població de l'arxipèlag ascendeix a 77.920 persones, de les quals la majoria practiquen el protestantisme i el 98,3% sabien llegir i escriure. Tanmateix, la mitjana d'esperança de vida és molt baixa en comparació amb la resta dels estats, ja que no supera els 67 anys i mig per als homes i els 71 anys i mig per a les dones, a més de tenir una taxa de fertilitat bastant alta (4,12 fills per dona). La taxa de natalitat no ha tingut un impacte important en la població (el creixement anual de la qual és de l'ordre del 1,43%) a causa de l'alt percentatge de migració cap a l'illa de Guam o cap a l'estat de Hawaii, els quals formen part dels Estats Units d'Amèrica.

### Llengües
Les llengües oficials són el marshallès i l'anglès, malgrat que l'anglès és reconegut com a idioma oficial i parlat àmpliament, el marshallès és l'idioma utilitzat pel govern.

## Cultura

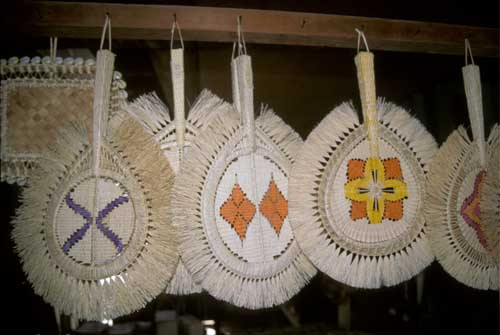
Ventalls artesanals fets a les Illes Marshall.

Encara que és una activitat actualment en declivi, els marshallesos van ser alguna vegada hàbils navegants, que per a orientar-se usaven les estrelles i mapes de petxines. També tenien gran experiència en la construcció de canoes, i fins avui existeix una competició anual que inclou un tipus únic de canoa oceànica anomenada prao.
També, des del passat, estava molt present l'art del tatuatge a les illes Marshall: cobrien una gran part del cos, fins a tal punt que a l'octubre del 1529 quan l'expedició d'Álvaro de Saavedra, al seu retorn de les Filipines va desembarcar en un escull al nord-oest de les illes, va quedar tan impressionat pels tatuatges que van anomenar a les illes "Illes dels Pintats" i es van emportar amb ells alguns indígenes per a mostrar-los a la cort espanyola.
Les seves festes nacionals són el 17 de setembre (Dia de la independència) i l'1 de maig (Dia de la constitució).

## Transports
Les illes Marshall compten amb un aeroport internacional a Majuro, l'Aeroport internacional Amata Kabua, a més de la base Bucholz Army Airfield a Kwajalein, així com d'altres aeroports i pistes d'aterratge.